# Lindingre
Yan Lindingre, dit Lindingre, né en 1969 à Jarny (Meurthe-et-Moselle), est un dessinateur de presse, dessinateur et scénariste de bande dessinée français, ancien enseignant aux Beaux-Arts de Metz et ex-rédacteur en chef du magazine Fluide glacial. Il collabore occasionnellement à L'Équipe, à Libération et au Canard enchaîné.

## Biographie
Lindingre intègre l'école des Beaux-Arts de Nancy et commence sa carrière à la fin des années 1980. Il travaille pour la presse locale - La Voix du Mineur, Le Républicain lorrain - ainsi que dans la publicité jusqu'en 2000.
Après avoir travaillé dans le graphisme et l'économie solidaire, Yan Lindingre entame une carrière de dessinateur. Il collabore aux revues Fluide glacial, L’Écho des savanes, Ferraille, CQFD, Le Journal de Spirou ainsi que Siné Hebdo et Siné Mensuel.
Auteur de plusieurs séries chez Fluide glacial, Jeunesse de France, Titine, il signe également les dialogues de Chez Francisque, avec Manu Larcenet et The Zumbies avec Ju/CDM.
Il travaille avec divers auteurs. En 2006, il entame une collaboration avec le journaliste Denis Robert et Laurent Astier. Ensemble, ils élaborent une bande dessinée sur l'affaire Clearstream à travers une série intitulée L'Affaire des Affaires. Lindingre participe au premier volume (pas aux suivants). Les deux premiers tomes reçoivent en 2010 le Prix France Info de la bande dessinée d'actualité et de reportage. L'œuvre est adaptée au cinéma sous le nom L'Enquête par Vincent Garenq.
En 2010, Lindingre publie avec Ju/Cdm le premier tome de la série The Zumbies. Le duo s'intéresse ensuite aux relations entre média, affaires et politique : Business is Business.
En 2011, il participe à la création du journal Siné Mensuel dans lequel il tient la page « Économie ».
En janvier 2012 il adapte, avec Éric Mie, sa bande dessinée Titine au Bistrot pour le théâtre. Elle est jouée par la compagnie Swirk de Metz et mise en scène par Rémi Barbier.
Courant 2012, il succède à Christophe Goffette comme rédacteur en chef de Fluide glacial et tient également le rôle d'éditeur depuis 2015. Il crée aussi le « Prix Couilles au Cul » à Angoulême en 2016.
Depuis janvier 2015, il écrit des sketchs pour l'émission Groland.
En 2017, il figure parmi les acteurs de Satire dans la campagne de Marc Large et Maxime Carsel, dans son propre rôle.
Fin 2018, Yan Lindingre est visé par une plainte pour « injures publiques » initiée par l'auteur Marsault ; la plainte concerne un message rédigé par Lindingre sur Facebook dans lequel, réagissant à l'annulation de l'exposition des travaux de Marsault par la galerie ArtManiak, il dénonce l'émergence de « dessinateurs de droite et d'extrême-droite » « au même moment que des mouvements néonazis totalement décomplexés, à travers l'Europe, font florès », et accuse Marsault de liens avec d'extrême droite et de soutenir les idées d'Alain Soral,. Une cagnotte en ligne est alors lancée pour couvrir les frais de justice de Lindingre,. Actua BD annonce, le 30 mars 2019, que Marsault est débouté de sa plainte contre Lindingre. Néanmoins, le parquet de Paris fait appel.
Le 27 novembre 2018, un communiqué de Fluide Glacial annonce que Lindingre quitte son poste de rédacteur en chef pour laisser la place à Jean-Christophe Delpierre, ancien rédacteur en chef du magazine. Le magazine précise que son départ n'est pas lié à la plainte déposée par Marsault ; selon Le Nouvel Observateur, la cause en serait un différend éditorial avec le nouvel actionnaire entré au capital en 2016.

## Œuvres

### Chez les Requins Marteaux
- Les carottes sont crues (avec Lefred Thouron)  (ISBN 2-84961-015-1)
- Short Scories (2010)  (ISBN 2-84961-078-X)
- Capitaine Capital (2012)  (ISBN 978-2-84961-125-8)

### Éditions Fluide Glacial
- Jeunesse de France[12], 2006  (ISBN 2-85815-470-8)
- Petite nature, co-scénariste avec Anne Barrois, Jean-Christophe Chauzy et Zep

1. Petite nature, 2007  (ISBN 978-2-85815-011-3)
2. Même pas peur[13], 2008  (ISBN 978-2-85815-856-0)

- Titine au Bistrot (couleur, 46 p. )

1. Tome 1, 2007
2. Tome 2 : Délire total
3. Tome 3 : Le paradis est ici
4. Tome 4 : Love, 2011

- Titine à Charleroi, Fluide Glacial

1. Tome 1, novembre 2007
2. Tome 2 : Le retour de Titine à Charleroi, 2010

- The Zumbies (scénario), avec Julien/CDM (dessin), Audie, coll. « Fluide Glacial »,

1. Z. 2010  (ISBN 978-2-85815-980-2)
2. Heavy Rock Contest, 2012  (ISBN 978-2-352-07201-0)

- À qui le tour ? (scénario), avec Jean-Christophe Chauzy (dessin), 2013  (ISBN 2-352-07348-0)
- Rase Campagne[14], Fluide Glacial (avec Aurel), 2015  (ISBN 978-2-352-07390-1)
- Tout simplement femme, Fluide Glacial, 2016  (ISBN 978-2-352-07543-1)

### Chez Fluide Glacial puis chez Dargaud
Chez Francisque, série de 5 albums (2006 à 2012) avec Manu Larcenet (dessin) pour les 4 premiers tomes et le dessinateur Jeff Pourquié pour le cinquième tome. Les deux premiers albums sont publiés chez Fluide Glacial, les suivants chez Dargaud.
- 1 Chez Francisque, tome 1, Audie (collection Fluide Glacial),  (ISBN 2-85815-497-X), 2006
Scénario : Lindingre - Dessin : Manu Larcenet - Couleurs : Manu Larcenet
- 2 Chez Francisque, tome 2, Audie (collection Fluide Glacial,  (ISBN 978-2-85815-049-6), 2007
Scénario : Yan Lindingre - Dessin : Manu Larcenet - Couleurs : Patrice Larcenet
- 3 Une année vue du zinc, Dargaud,  (ISBN 978-2-205-06287-8), 2009
Scénario : Yan Lindingre - Dessin et couleurs : Manu Larcenet
- 4 Tout fout le camp, Dargaud,  (ISBN 978-2-205-06503-9), 2010
Scénario : Yan Lindingre - Dessin et couleurs : Manu Larcenet
- 5 Satiété tu m'auras pas , Dargaud,  (ISBN 978-2-205-06870-2), 2012
Scénario : Yan Lindingre - Dessin et couleurs : Jeff Pourquié

### Chez Dargaud
- L’Affaire des affaires, tome 1 L'argent invisible[16], (2009, 200 pages) co-scénariste avec Denis Robert, dessin de Laurent Astier  (ISBN 978-2-205-06188-8)

### Chez Hoëbeke
- J’aime pas le téléphone portable (en collaboration avec Lefred Thouron) (2010, 64 p. )  (ISBN 978-2-84230-367-9)

### Chez Drugstore
- Business is business (scénario)[17], avec Julien/CDM (dessin), Drugstore, 2011.  (ISBN 978-2-7234-8142-7)

### Autres participations
- La famille Legroin : Travailler plus pour Dépenser plus[18], éd. Desinge - Hugo & Cie, 2012  (ISBN 978-2-7556-0932-5)
- Vous marinez chez vos harengs ?, éd. Desinge - Hugo & Cie, 2012  (ISBN 978-2-7556-0950-9)
- Coauteur de la série Harald et Hans avec Lefred Thouron
- Le Monde de Gens (noir et blanc, 2004, 100 p. )
- 99,9 Proverbes actualisés pour affronter le 21e siècle avec sagesse et détermination, 2012, avec Jorge Bernstein chez Marwanny Corporation
- Le Gros Robert illustré[19], 2019, éditions Rouquemoute.

## Récompenses
- 2009 : Prix Schlingo pour Chez Francisque[20]

prix Régions Centre-Val-De-Loire pour L'Affaire des affaires
- 2010 : Prix France Info pour les deux premiers tomes de L'Affaire des affaires, avec Denis Robert et Laurent Astier

## Télévision
- 2015-2016 : Made in Groland, sketchs
- Depuis 2016 : Groland Le Zapoï, sketchs